# FCW 디바스 챔피언십
FCW디바스 챔피언십(FCW divas championship)은 FCW에 속한 챔피언십중 하나이며 여성 챔피언십이기도 하다.

## 역사
2010년 10월 TV쇼를 통해 초대 챔피언을 가리게 되었고, 나오미 나잇이 토너먼트 우승을 차지하며 초대 챔피언에 등극하였다.
2012년 8월 FCW가 NXT와 통합되면서 역사속으로 사라진다.

## 기록들
- 초대 챔피언 : 나오미 나잇
- 마지막 챔피언 : 케일리 터너
- 최장수 챔피언 : 나오미 나잇 (189일), 라쿠엘 디아즈 (197일)

## 역대 챔피언
- 나오미 나잇 (초대 챔피언)
- AJ 리
- 악사나
- 오드리 마리
- 라쿠엘 디아즈
- 케일리 터너 (마지막 챔피언)

## 같이 보기
- WWE 디바스 챔피언십